# Intel 80286
Intel 8086
Intel 8088 Intel 80386
L’Intel 80286, officiellement nommé iAPX 286, est un microprocesseur CISC 16 bits fabriqué par Intel et présenté le 1er février 1982. C’est le successeur de l’Intel 8086 et le prédécesseur de l’Intel 80386, et il est sorti en même temps que l'Intel 80186. Initialement cadencé à 6 et 8 MHz, sa fréquence augmenta jusqu’à 20 MHz. Il était alors très utilisé dans les compatibles PC du milieu des années 1980 au début des années 1990.
Le 80286 exécute deux fois plus d'instructions par cycle d’horloge que le 8086. Il a deux modes de fonctionnement possibles :
- le mode d’adressage dit « réel », dans lequel il se comporte comme un 8086 amélioré et peut exécuter les programmes et les systèmes d’exploitation (tels que DOS) écrits pour le 8086 ;
- un nouveau mode de fonctionnement dit mode protégé, dans lequel le 80286 peut adresser jusqu’à 16 Mio de mémoire vive, contre 1 Mio pour le 8086. Le mode protégé apporte en outre des caractéristiques permettant de gérer efficacement des tâches ou processus s’exécutant dans des espaces de mémoire virtuelle séparés et protégés les uns des autres.

L’iAPX 286 fut créé pour faire fonctionner des applications multitâches, y compris dans le domaine des télécommunications (tels les automates PBX), le contrôle de processus en temps réel et les systèmes multi-utilisateurs. Il fut choisi par IBM pour constituer le cœur du PC/AT, destinés à remplacer les IBM PC et PC/XT. Cependant, les systèmes d’exploitation usuels sur PC/AT et compatibles, que ce soit DOS ou Windows, n’ont jamais exploité toutes les possibilités de l’architecture de manière adéquate. Seul OS/2, développé par Microsoft et IBM, y parvenait, mais le succès commercial de cet OS fut relativement limité.
|  |